# Faisà de Salvadori
El faisà de Salvadori (Lophura inornata) és una espècie d'ocell de la família dels fasiànids (Phasianidae) que habita densos boscos de muntanya (entre 600 i 2.200m) del centre i sud de Sumatra. És gairebé amenaçada per la reducció del seu hàbitat per l'agricultura i els focs. La població del nord de l'illa és de vegades considerada una espècie diferent com Lophura hoogerwerfi.
La femella i el mascle són força diferents. El mascle s'assembla molt al faisà cuadaurat de Malàisia (Lophura erythrophthalma), fa entre 46 i 55 cm de longitud i és de color negre pur, amb una franja blavosa a les plomes del cos i el coll. La cua és curta i arrodonida. El bec és de color verd blanquinós i l’iris de color vermell ataronjat. Hi ha un anell verd groguenc o gris verdós de pell nua al voltant de l'ull, i la resta de la pell facial nua és de color vermell brillant. Les potes són de color blau grisenc amb un fort esperó. La femella és una mica més curta i no té cap esperó. És de color marró vermellós, cada ploma té un punt negre fi i una ratlla pàl·lida a l'eix, que li dona un aspecte clapejat. La gola és de color marró més pàl·lid i la cua és de color marró negre. Els joves són similars a les femelles, però les plomes estan afilades amb un color pàl·lid pàl·lid que dona un efecte escalat.